# Just Rock It! 就是世界巡迴演唱會

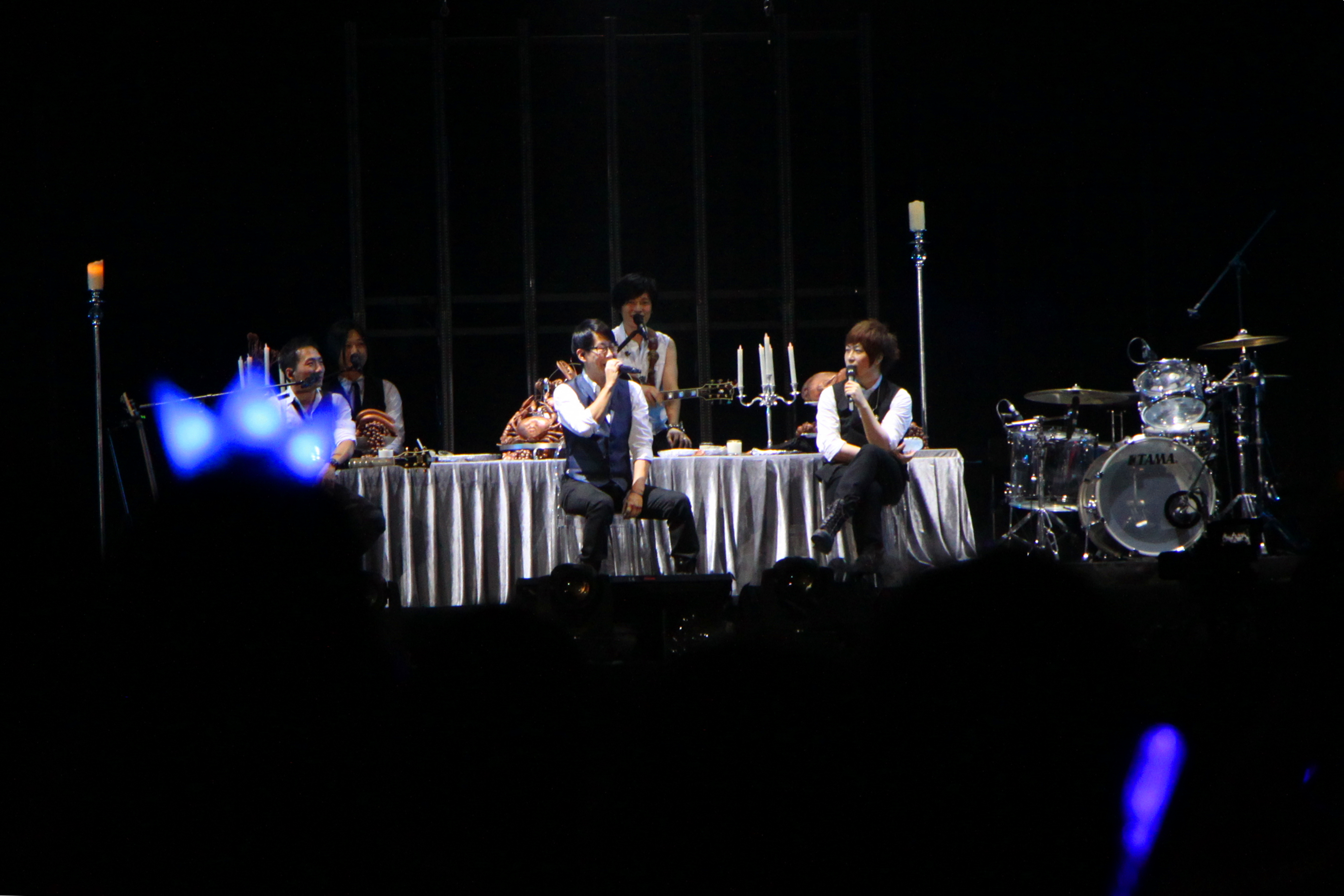
2016年8月27日，五月天 Just Rock It! 就是世界巡迴演唱會北京鸟巢站现场

就是世界巡迴演唱會，是臺灣樂團五月天的第八次大型演唱會，亦是他們第四次舉行的世界巡迴演唱會，此次巡迴演唱會自2011年5月20日於香港紅磡體育館揭開序幕。依每次的演出主題，巡迴舞台設計及演出曲序皆不相同。

## 背景
［就是］演唱會
2011年5月20日起，五月天該主題演唱會首次於香港紅磡體育館連續舉行兩場，後兩度加場，共計舉辦四場；此演唱會有別於以往的華麗燈光、爆破等舞台效果，回歸簡單的舞台設計及演出。同年9月3日，配合演唱會電影《五月天追夢3DNA》於臺北小巨蛋舉行「達陣2011場」紀念版演唱會。其後直至2012年演唱會陸續前往英國、澳洲、美國等多個國家城市開唱。
2013年12月31日及2014年1月1日，五月天於高雄世運主場館舉行該主題的「無限放大版」演唱會，一路從跨年唱到隔年的第一天，連續2場集結10萬人共襄盛舉。演唱會上為了呼應出道15年推出的精選輯之概念，特別打造高達十米的第二主舞台「未來巨象」。2014年1月1日舉行的第二場演唱會，邀請許久未見的偶像團體5566擔任特別嘉賓 。
2015年3月29日，於美國大西洋城舉行演唱會， 特別紀念成軍16週年，這也是五月天2015年唯一一場歐美演出。2015年8月28日、29日於東京日本武道館舉行，同時也是首次於此開唱的華人歌手，二日演唱會公演主題不同。
2016年5月於香港紅磡體育館舉行10場演出，並展開為期5個月的限定巡迴。此次巡迴邀請美國視覺大師LeRoy Bennett設計舞台燈光效果，成本高達4億元新臺幣。2016年7月23、24日，連續兩天在南港中信金融園區舉辦臺北場演唱會 。2016年8月26日、27日、28日重返北京鳥巢。2016年12月17日至2017年1月1日，在台北小巨蛋連續舉行9場該主題的「Re: Live 2016最終章『自傳復刻版』」演唱會，演出復刻五月天過去9次主題的大型演唱會表演內容 。
藍｜BLUE
2018年11月5日，為紀念五月天首三張專輯「藍色三部曲」發行20週年，宣布以「藍｜BLUE」主題演唱會於2019年4月6、7日在大阪舉行2場。
同年5月3日、4日、5日、10日、11日及12日亦以該主題演唱會重返香港迪士尼樂園幻想道露天場地開唱。
同年8月3日，宣布於2019年8月23－25日連續三天重返北京鳥巢，是他們第六度於該場地開唱。
同年9月6日，宣布於2019年10月25－27日、11月1－3日在上海虹口足球場共舉行6場。
2019年9月20日，宣布於2019年12月21－22、24－25、28－29、31日、2020年1月1、3－4日連續在桃園國際棒球場舉行10場。其後宣布於2019年12月27日加開「特別感謝場」，該加場場次由五月天將所得捐出給台北市、新北市、桃園市社會局 。該次連續11場的演唱會，為桃園帶來約6億5千萬元的觀光效益與商機，並刷新機場捷運的單日總運量達14萬人次 。
2020年1月6日，宣布同年8月30日於新加坡國家體育場開唱 。後因嚴重特殊傳染性肺炎疫情影響延期至2021年2月27日舉行 ；而後因疫情影響二度延期至2021年9月4號舉行。

## 製作
演出成員：
- 五月天 （阿信、怪獸、石頭、冠佑、瑪莎）

藝人經紀：
- 相信音樂

製作單位：
- 必應創造
- Seven Design Works by LeRoy Bennett

製作團隊：
- 主辦單位：相信音樂、理想國演藝股份有限公司
- 製作單位：必應創造、Seven Design Works
- 必應創造製作總監：周佑洋（洋公）
- 演唱會導演：丁度嵐（BABOO）
- 節目編排監督：黃士杰
- 視訊部工程師：邱煥升（邱董）
- 音響師：曾我征彥
- 舞台監督：林欣慧

## 曲序與嘉賓
以下列表僅以2011年9月3日台灣台北場表演的曲目為代表，具體曲目在其他各場次可能出现變化。
1. 瘋狂世界
2. 心中無別人
3. 人生海海
4. 時光機
5. 倔強
6. 天使
7. 突然好想你
8. OAOA（丟掉名字性別）
9. 孫悟空
10. 雌雄同體
11. 軋車
12. 離開地球表面
13. 春天的吶喊
14. I Love You無望
15. 為什麼（今日的愛情）
16. 志明與春嬌
17. 愛情萬歲
18. DNA
19. 香水
20. 明白
21. 如煙
22. 機場
23. 酒後的心聲
24. 恰似你的溫柔
25. 笑忘歌
26. 你是唯一
27. 超人
28. 夢交響
29. 愛是對的
30. 第一天
31. 叫我第一名
32. OK啦
33. 噢買尬
34. 戀愛ING

安可
1. 知足
2. 你不是真正的快樂
3. 垃圾車
4. 分享
5. 溫柔
6. 唸你
7. 憨人

以下列表僅以2012年3月27日英國倫敦場表演的曲目為代表，具體曲目在其他各場次可能出现變化。
1. 瘋狂世界
2. 終結孤單
3. 人生海海
4. 恆星的恆心
5. 倔強
6. 天使
7. 突然好想你
8. 星空
9. 你不是真正的快樂
10. DNA
11. 孫悟空
12. I Love You無望
13. 擁抱
14. 志明與春嬌
15. 愛情萬歲
16. 香水
17. 如煙
18. T 121 3121
19. 乾杯
20. 最重要的小事
21. 第一天
22. OK啦
23. 軋車
24. 離開地球表面
25. 溫柔

安可
1. OAOA
2. 戀愛ING
3. 知足
4. 憨人

以下列表僅以2013年12月31日台灣高雄場表演的曲目為代表，具體曲目在其他各場次可能出现變化。
1. 第二人生
2. 你不是真正的快樂
3. 最重要的小事
4. 孫悟空
5. 賭神
6. 相信
7. 終結孤單
8. 志明與春嬌
9. 瘋狂世界
10. 三個傻瓜
11. 軋車
12. T 121 3121
13. 九號球
14. 借問眾神明
15. 寶島曼波
16. 出頭天
17. 永遠的永遠
18. 故鄉
19. 向前走
20. 心中無別人
21. 你是唯一
22. 步步
23. 傷心的人別聽慢歌
24. 約翰藍儂
25. 我不願讓你一個人
26. OAOA
27. 離開地球表面
28. 人生海海

安可
1. 晚安地球人
2. 入陣曲
3. 諾亞方舟
4. 乾杯
5. 突然好想你
6. 憨人

以下列表僅以2014年5月30日香港場表演的曲目為代表，具體曲目在其他各場次可能出现變化。
1. 第二人生
2. 你不是真正的快樂
3. 最重要的小事
4. 孫悟空
5. 賭神
6. 相信
7. 終結孤單
8. 志明與春嬌
9. 瘋狂世界
10. 三個傻瓜
11. 軋車
12. 笑忘歌
13. 突然好想你
14. 九號球
15. 借問眾神明
16. 愛情陷阱
17. 生存以上 生活以下
18. 永遠的永遠
19. 浪子心聲
20. 憨人
21. 你是唯一
22. 步步
23. 約翰藍儂
24. 離開地球表面
25. 傷心的人別聽慢歌
26. 人生海海

安可
1. 晚安地球人
2. 入陣曲
3. OAOA
4. 証明
5. 倔強
6. Do You Ever Shine？
7. 乾杯
8. 我心中尚未崩壞的地方
9. 溫柔

以下列表僅以2015年8月28日日本東京場表演的曲目為代表，具體曲目在其他各場次可能出现變化。
1. 你不是真正的快樂
2. 天使
3. 孫悟空
4. 賭神
5. OK啦
6. 終結孤單
7. 軋車
8. 離開地球表面
9. （九號球 日文版）
10. （擁抱 日文版）
11. 雌雄同體
12. 乾杯
13. 戀愛ING
14. 溫柔
15. （日文版）
16. 突然好想你
17. 向前走
18. Dancin' Dancin'

安可
1. （將軍令 日文版）
2. 入陣曲
3. 知足
4. 憨人
5. 倔強

以下列表僅以2016年7月23日台灣台北場表演的曲目為代表，具體曲目在其他各場次可能出现變化。
1. Do You Ever Shine？（國語版）
2. 三個傻瓜
3. 夜訪吸血鬼
4. 為愛而生
5. 孫悟空
6. 生命有一種絕對
7. 候鳥
8. 叫我第一名
9. 軋車
10. 離開地球表面
11. 諾亞方舟
12. 知足
13. 瘋狂世界
14. 笑忘歌
15. 如煙
16. 小護士
17. 頑固
18. 乾杯
19. 將軍令
20. 入陣曲
21. 我不願讓你一個人
22. 勇敢
23. 憨人
24. 一顆蘋果

安可
1. 派對動物
2. 傷心的人別聽慢歌
3. 後青春期的詩
4. 如果我們不曾相遇
5. 後來的我們
6. 突然好想你
7. OAOA
8. 兄弟
9. 人生有限公司
10. 戀愛ING
11. 終結孤單

以下列表僅以2019年4月6日日本大阪場表演的曲目為代表，具體曲目在其他各場次可能出现變化。
1. 瘋狂世界
2. 擁抱
3. 愛情的模樣
4. 透露
5. 離開地球表面
6. 純真
7. 溫柔
8. 愛情萬歲
9. 垃圾車
10. 借問眾神明
11. 心中無別人
12. 叫我第一名
13. 軋車
14. 永遠的永遠
15. 反而
16. 候鳥
17. 人生海海
18. 羅密歐與茱麗葉
19. 傷心的人別聽慢歌
20. 我不願讓你一個人
21. 後來的我們
22. 嘿，我要走了
23. 相信

安可
1. 頑固
2. 一半人生
3. 忘詞
4. 突然好想你
5. 倔強

- 2013年2月16日，東京：松本孝弘、GLAY、flumpool、MAYA。
- 2014年1月1日，高雄：與5566合唱《無所謂》、組曲《我不願讓你一個人》/《我難過》。
- 2014年5月26日，香港：與亂彈阿翔合唱《I Love You無望》，其獨唱《承諾》。
- 2014年5月27日，香港：與亂彈阿翔合唱《良心》，其獨唱《承諾》。
- 2014年5月29日，香港：與flumpool合唱《OAOA》和《証明》中文版。
- 2014年5月30日，香港：與flumpool合唱《OAOA》和《証明》中文版。
- 2015年8月28日，東京：與flumpool合唱《Belief～給等待春天的你》。
- 2015年8月29日，東京：與flumpool合唱《Belief～給等待春天的你》。
- 2016年5月27日，香港：與任賢齊合唱《戀愛ING》和《對面的女孩看過來》。
- 2016年5月29日，香港：與劉若英合唱《後來》和《戀愛ING》。
- 2016年10月5日，上海：與任賢齊合唱《對面的女孩看過來》。
- 2016年12月18日，台北：與家家合唱《如煙》和《如果還有明天》。
- 2016年12月23日，台北：與陳綺貞合唱《私奔到月球》。
- 2016年12月25日，台北：與林志玲合唱《私奔到月球》。
- 2017年1月1日，台北：與梁靜茹合唱《彩虹》和《聽不到》。
- 2019年5月5日，香港：與家家合唱《私奔到月球》和《知足》。
- 2019年5月11日，香港：與梁家輝合唱《頑固》。
- 2019年8月23日，北京：與王俊凱合唱《洋蔥》和《知足》。
- 2019年8月25日，北京：與鄧紫棋合唱《你不是真正的快樂》和《盛夏光年》。
- 2019年10月25日，上海：與周杰倫合唱《倔強》、《說好不哭》和《雙節棍》。
- 2019年10月27日，上海：與王力宏合唱《在梅邊》和《乾杯》。
- 2019年11月3日，上海：與蔡依林合唱《玫瑰少年》和《今天妳要嫁給我》。
- 2019年12月21日，桃園：與孫燕姿合唱《溫柔》和《第一天》。
- 2019年12月22日，桃園：與鄧紫棋合唱《盛夏光年》，其獨唱《句號》。
- 2019年12月24日，桃園：與蕭敬騰合唱《軋車》、《笑忘歌》（打鼓）、《疼愛》和《說好不哭》。
- 2019年12月25日，桃園：與周華健合唱《盛夏光年》、《心的方向》、《讓我歡喜讓我憂》、《花心》和《朋友》。
- 2019年12月27日，桃園：與劉冠佑合唱《盛夏光年》、《墓仔補也敢去》。
- 2019年12月28日，桃園：與陶喆合唱《我不願讓你一個人》和《找自己》。
- 2020年1月3日，桃園：與蘇慧倫合唱《最重要的小事》，其獨唱《被動》。

## 場次列表
| 場次                      | 日期           | 城市                                               | 地區           | 舉辦場館                     | 暖場嘉賓 | 附註 |
| ［就是］演唱會            | ［就是］演唱會 | ［就是］演唱會                                     | ［就是］演唱會 | ［就是］演唱會               | ［就是］演唱會 | ［就是］演唱會 |
| ------------------------- | -------------- | -------------------------------------------------- | -------------- | ---------------------------- | --- | --- |
| 1                         | 2011年5月20日  | 香港                                               | 香港           | 香港體育館                   | 不適用 | 兩度加場 |
| 2                         | 2011年5月21日  |                                                    |                | 香港體育館                   | 不適用 | 兩度加場 |
| 3                         | 2011年5月22日  |                                                    |                | 香港體育館                   | 不適用 | 兩度加場 |
| 4                         | 2011年5月23日  |                                                    |                | 香港體育館                   | 不適用 | 兩度加場 |
| 5                         | 2011年9月3日   | 臺北                                               | 臺灣           | 臺北小巨蛋                   | 不適用 | 追夢3D LIVE「達陣2011場」紀念版 |
| 6                         | 2012年3月27日  | 倫敦                                               | 英國           | 溫布利體育館                 | 不適用 | |
| 7                         | 2012年8月4日   | 雪梨                                               | 澳洲           | 雪梨娛樂中心                 | 不適用 | |
| 8                         | 2012年8月5日   | 墨爾本                                             | 澳洲           | 墨爾本會展中心               | 不適用 | |
| 9                         | 2012年8月7日   | 伯斯                                               | 澳洲           | Challenge Stadium            | 不適用 | |
| 10                        | 2012年11月22日 | 大西洋城                                           | 美國           | Etess體育館                  | 不適用 | 第一場於22日下午2點開唱，第二場於午夜1點開唱 |
| 2013［就是］演唱會        |                |                                                    |                |                              | | |
| 11                        | 2013年2月16日  | 東京                                               | 日本           | Zepp Tokyo                   | 不適用 | |
| 2014［就是］演唱會        |                |                                                    |                |                              | | |
| 12                        | 2013年12月31日 | 高雄                                               | 臺灣           | 國家體育場                   | 不適用 | 無限放大版 |
| 13                        | 2014年1月1日   | 高雄                                               | 臺灣           | 國家體育場                   | MP魔幻力量 | 無限放大版 |
| 14                        | 2014年5月22日  | 香港                                               | 香港           | 香港體育館                   | 享樂團 | 無限想象版 |
| 15                        | 2014年5月23日  |                                                    |                | 香港體育館                   | 享樂團 | 無限想象版 |
| 16                        | 2014年5月24日  |                                                    |                | 香港體育館                   | 享樂團 | 無限想象版 |
| 17                        | 2014年5月26日  | Yellow！                                           |                | 香港體育館                   | | 無限想象版 |
| 18                        | 2014年5月27日  | Yellow！                                           |                | 香港體育館                   | | 無限想象版 |
| 19                        | 2014年5月29日  | 糖兄妹                                             |                | 香港體育館                   | | 無限想象版 |
| 20                        | 2014年5月30日  | 糖兄妹                                             |                | 香港體育館                   | | 無限想象版 |
| 2015［就是］演唱會        |                |                                                    |                |                              | | |
| 21                        | 2015年3月28日  | 大西洋城                                           | 美國           | 濱海大道會議中心             | 白安 | |
| 22                        | 2015年8月28日  | 東京                                               | 日本           | 日本武道館                   | 不適用 | 公演主題：Do You Ever Shine |
| 23                        | 2015年8月29日  | 東京                                               | 日本           | 日本武道館                   | 不適用 | 公演主題：抱きしめて |
| 2016［就是］演唱會        |                |                                                    |                |                              | | |
| 24                        | 2016年5月20日  | 香港                                               | 香港           | 香港體育館                   | 不適用 | 「五月之約」第10年香港開唱 |
| 25                        | 2016年5月21日  |                                                    |                | 香港體育館                   | 不適用 | 「五月之約」第10年香港開唱 |
| 26                        | 2016年5月23日  |                                                    |                | 香港體育館                   | 不適用 | 「五月之約」第10年香港開唱 |
| 27                        | 2016年5月24日  |                                                    |                | 香港體育館                   | 不適用 | 「五月之約」第10年香港開唱 |
| 28                        | 2016年5月25日  |                                                    |                | 香港體育館                   | 不適用 | 「五月之約」第10年香港開唱 |
| 29                        | 2016年5月27日  |                                                    |                | 香港體育館                   | 不適用 | 「五月之約」第10年香港開唱 |
| 30                        | 2016年5月28日  |                                                    |                | 香港體育館                   | 不適用 | 「五月之約」第10年香港開唱 |
| 31                        | 2016年5月29日  |                                                    |                | 香港體育館                   | 不適用 | 「五月之約」第10年香港開唱 |
| 32                        | 2016年5月31日  |                                                    |                | 香港體育館                   | 不適用 | 「五月之約」第10年香港開唱 |
| 33                        | 2016年6月1日   |                                                    |                | 香港體育館                   | 不適用 | 「五月之約」第10年香港開唱 |
| 34                        | 2016年7月23日  | 臺北                                               | 臺灣           | 中信金融園區                 | 不適用 | |
| 35                        | 2016年7月24日  | 臺北                                               | 臺灣           | 中信金融園區                 | 不適用 | |
| 36                        | 2016年8月5日   | 新加坡                                             | 新加坡         | 新加坡室內體育館             | 不適用 | |
| 37                        | 2016年8月6日   |                                                    |                | 新加坡室內體育館             | 不適用 | |
| 38                        | 2016年8月13日  | 高雄                                               | 臺灣           | 國家體育場                   | 不適用 | 加場 為抵制黃牛票首次採實名制購票，實名購票區域為「派對特務區」 兩場演唱會票房捐贈給陽光社會福利基金會、高雄市社會局                                              |
| 39                        | 2016年8月14日  | 高雄                                               | 臺灣           | 國家體育場                   | 不適用 | 加場 為抵制黃牛票首次採實名制購票，實名購票區域為「派對特務區」 兩場演唱會票房捐贈給陽光社會福利基金會、高雄市社會局                                              |
| 40                        | 2016年8月26日  | 北京                                               | 中國大陸       | 北京國家體育場               | 不適用 | |
| 41                        | 2016年8月27日  | 北京                                               | 中國大陸       | 北京國家體育場               | 不適用 | |
| 42                        | 2016年8月28日  | 北京                                               | 中國大陸       | 北京國家體育場               | 不適用 | |
| 43                        | 2016年9月3日   | 西安                                               | 中國大陸       | 陕西省体育场                 | 不適用 | |
| 44                        | 2016年9月10日  | 成都                                               | 中國大陸       | 成都市体育中心               | 宇宙人 | |
| 45                        | 2016年9月17日  | 南昌                                               | 中國大陸       | 南昌国际体育中心体育场       | 不適用 | |
| 46                        | 2016年9月23日  | 深圳                                               | 中國大陸       | 深圳世界大学生运动会体育中心 | 宇宙人 | |
| 47                        | 2016年9月24日  | 深圳                                               | 中國大陸       | 深圳世界大学生运动会体育中心 | 宇宙人 | |
| 48                        | 2016年9月30日  | 南京                                               | 中國大陸       | 南京奧林匹克體育中心         | 宇宙人 | |
| 49                        | 2016年10月2日  | 南京                                               | 中國大陸       | 南京奧林匹克體育中心         | 不適用 | |
| 50                        | 2016年10月4日  | 上海                                               | 中國大陸       | 上海体育场                   | 宇宙人 | |
| 51                        | 2016年10月5日  | 上海                                               | 中國大陸       | 上海体育场                   | 宇宙人 | |
| 52                        | 2016年10月7日  | 上海                                               | 中國大陸       | 上海体育场                   | 不適用 | |
| 53                        | 2016年10月22日 | 吉隆坡                                             | 馬來西亞       | 默迪卡体育场                 | 不適用 | |
| 54                        | 2016年10月29日 | 泉州                                               | 中國大陸       | 海峡体育中心体育场           | 嚴爵 | |
| 55                        | 2016年11月5日  | 長沙                                               | 中國大陸       | 賀龍体育中心体育场           | 不適用 | |
| 2016 最終章「自傳復刻版」 |                |                                                    |                |                              | | |
| 56                        | 2016年12月17日 | 臺北                                               | 臺灣           | 臺北小巨蛋                   | 鼓鼓 | RE: Just Rock It! 就是 |
| 57                        | 2016年12月18日 | 臺北                                               | 臺灣           | 臺北小巨蛋                   | 不適用 | RE: NOWHERE 諾亞方舟 |
| 58                        | 2016年12月21日 | 臺北                                               | 臺灣           | 臺北小巨蛋                   | 不適用 | RE: D.N.A 創造 |
| 59                        | 2016年12月23日 | 臺北                                               | 臺灣           | 臺北小巨蛋                   | 不適用 | RE: Jump! 離開地球表面 |
| 60                        | 2016年12月24日 | 臺北                                               | 臺灣           | 臺北小巨蛋                   | 不適用 | RE: Final Home 當我們混在一起 |
| 61                        | 2016年12月25日 | 臺北                                               | 臺灣           | 臺北小巨蛋                   | 不適用 | RE: UNION 天空之城 |
| 62                        | 2016年12月30日 | 臺北                                               | 臺灣           | 臺北小巨蛋                   | 鼓鼓 | RE: Where are you going? 你要去哪裡 |
| 63                        | 2016年12月31日 | 臺北                                               | 臺灣           | 臺北小巨蛋                   | 不適用 | RE: Stand out 十萬青年站出來 |
| 64                        | 2017年1月1日   | 臺北                                               | 臺灣           | 臺北小巨蛋                   | 不適用 | RE: 168 第168場 |
| 藍｜BLUE                  |                |                                                    |                |                              | | |
| 65                        | 2019年4月6日   | 大阪                                               | 日本           | 大阪城音樂廳                 | 白安 | |
| 66                        | 2019年4月7日   | 大阪                                               | 日本           | 大阪城音樂廳                 | 白安 | |
| 67                        | 2019年5月3日   | 香港                                               | 香港           | 香港迪士尼樂園幻想道露天場地 | 蕭秉治 | 「五月之約」第13年香港開唱 |
| 68                        | 2019年5月4日   |                                                    |                | 香港迪士尼樂園幻想道露天場地 | 蕭秉治 | 「五月之約」第13年香港開唱 |
| 69                        | 2019年5月5日   | 家家                                               |                | 香港迪士尼樂園幻想道露天場地 | | 「五月之約」第13年香港開唱 |
| 70                        | 2019年5月10日  | 黃奕儒                                             |                | 香港迪士尼樂園幻想道露天場地 | | 「五月之約」第13年香港開唱 |
| 71                        | 2019年5月11日  | 黃奕儒                                             |                | 香港迪士尼樂園幻想道露天場地 | | 「五月之約」第13年香港開唱 |
| 72                        | 2019年5月12日  | 木曜4超玩 一日系列第101集 一日五月天演唱會幕後人員 |                | 香港迪士尼樂園幻想道露天場地 | | 「五月之約」第13年香港開唱 |
| 73                        | 2019年8月23日  | 北京                                               | 中國大陸       | 北京國家體育場               | 白安 | |
| 74                        | 2019年8月24日  | 北京                                               | 中國大陸       | 北京國家體育場               | 家家 | |
| 75                        | 2019年8月25日  | 北京                                               | 中國大陸       | 北京國家體育場               | 蕭秉治 | |
| 76                        | 2019年10月25日 | 上海                                               | 中國大陸       | 虹口足球場                   | 家家 | |
| 77                        | 2019年10月26日 | 上海                                               | 中國大陸       | 虹口足球場                   | 蕭秉治 | |
| 78                        | 2019年10月27日 | 上海                                               | 中國大陸       | 虹口足球場                   | 宇宙人 | |
| 79                        | 2019年11月1日  | 上海                                               | 中國大陸       | 虹口足球場                   | 告五人 | |
| 80                        | 2019年11月2日  | 上海                                               | 中國大陸       | 虹口足球場                   | 鼓鼓 | |
| 81                        | 2019年11月3日  | 上海                                               | 中國大陸       | 虹口足球場                   | 白安 | |
| 82                        | 2019年12月21日 | 桃園                                               | 臺灣           | 桃園國際棒球場               | 黃奕儒 | |
| 83                        | 2019年12月22日 | 桃園                                               | 臺灣           | 桃園國際棒球場               | 宇宙人 | |
| 84                        | 2019年12月24日 | 桃園                                               | 臺灣           | 桃園國際棒球場               | 白安 | |
| 85                        | 2019年12月25日 | 桃園                                               | 臺灣           | 桃園國際棒球場               | 告五人 | |
| 86                        | 2019年12月27日 | 桃園                                               | 臺灣           | 桃園國際棒球場               | Hush | 慈善公益加場「特別感謝場」 該場五月天所得捐出 |
| 87                        | 2019年12月28日 | 桃園                                               | 臺灣           | 桃園國際棒球場               | 家家 | |
| 88                        | 2019年12月29日 | 桃園                                               | 臺灣           | 桃園國際棒球場               | 鼓鼓 | |
| 89                        | 2019年12月31日 | 桃園                                               | 臺灣           | 桃園國際棒球場               | 宇宙人 | |
| 90                        | 2020年1月1日   | 桃園                                               | 臺灣           | 桃園國際棒球場               | 白安 | |
| 91                        | 2020年1月3日   | 桃園                                               | 臺灣           | 桃園國際棒球場               | 鼓鼓 | |
| 92                        | 2020年1月4日   | 桃園                                               | 臺灣           | 桃園國際棒球場               | 魏嘉瑩 | |
| –                         | 2022年12月3日  | 新加坡                                             | 新加坡         | 新加坡國家體育場             | 原定於2020年8月30日舉行 因COVID-19疫情影響延期至2021年2月27日，後二度延期至2021年9月4日，因疫情仍未趨緩故三度延期至2022年12月3日。 演唱會主题改為‘好好好想見到你’ | 原定於2020年8月30日舉行 因COVID-19疫情影響延期至2021年2月27日，後二度延期至2021年9月4日，因疫情仍未趨緩故三度延期至2022年12月3日。 演唱會主题改為‘好好好想見到你’ |